# Fraunhofer-Gesellschaft

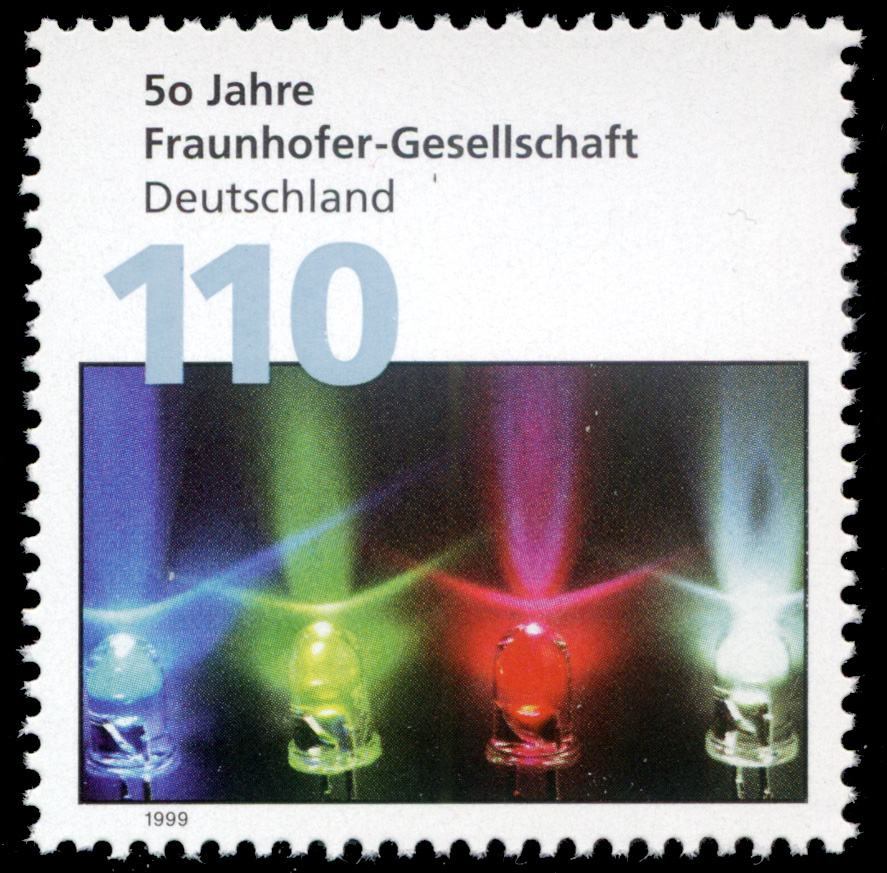
Postzegel ter gelegenheid van het 50-jarig bestaan (1999)

De Fraunhofer-Gesellschaft zur Förderung der angewandten Forschung e. V. is een Duitse organisatie voor toegepast wetenschappelijk onderzoek. De Fraunhofer-Gesellschaft werd in 1949 in München opgericht en is vernoemd naar de natuurkundige Joseph von Fraunhofer.
De Fraunhofer-Gesellschaft bestaat uit 80 onderzoeksinstituten, die over heel Duitsland zijn verspreid. De afzonderlijke Fraunhoferinstituten hebben eigen wetenschappelijke specialisaties en werken meestal nauw samen met lokale universiteiten en ondernemingen. Het onderzoek van de Fraunhofer-Gesellschaft wordt voor 40% gefinancierd door de Duitse federale overheid en de afzonderlijke deelstaten en voor 60% door contractonderzoek voor ondernemingen en andere instellingen. De begroting van de Fraunhofer-Gesellschaft bedraagt circa € 1,3 miljard. Het instituut heeft circa 13.000 onderzoekers in dienst. Het is daarmee de grootste organisatie voor toegepast wetenschappelijk onderzoek in Europa.
De instelling is vergelijkbaar met TNO in Nederland en VITO in Vlaanderen.
In Enschede werd in 2017, in samenwerking met de Universiteit Twente en Saxion, het Fraunhofer Project Center for Design and Production Engineering for Complex High-Tech Systems (FPC@UT) op de campus van de Universiteit Twente geopend.